# Talang Alai (Semidang Alas Maras)
Talang Alai is een bestuurslaag in het regentschap Seluma van de provincie Bengkulu, Indonesië. Talang Alai telt 895 inwoners (volkstelling 2010).